# Pierre de Chauveron
Pour les articles homonymes, voir Chauveron.
Pierre de Chauveron, né le 17 novembre 1884 dans le 3e arrondissement de Paris,, ville où il est mort le 25 décembre 1972 en son domicile dans le 16e arrondissement, docteur en droit et officier de la Légion d'honneur, est un avocat et un résistant français qui a marqué le barreau de Paris par son éloquence et sa haute stature morale. 

## Biographie

### Études et débuts professionnels

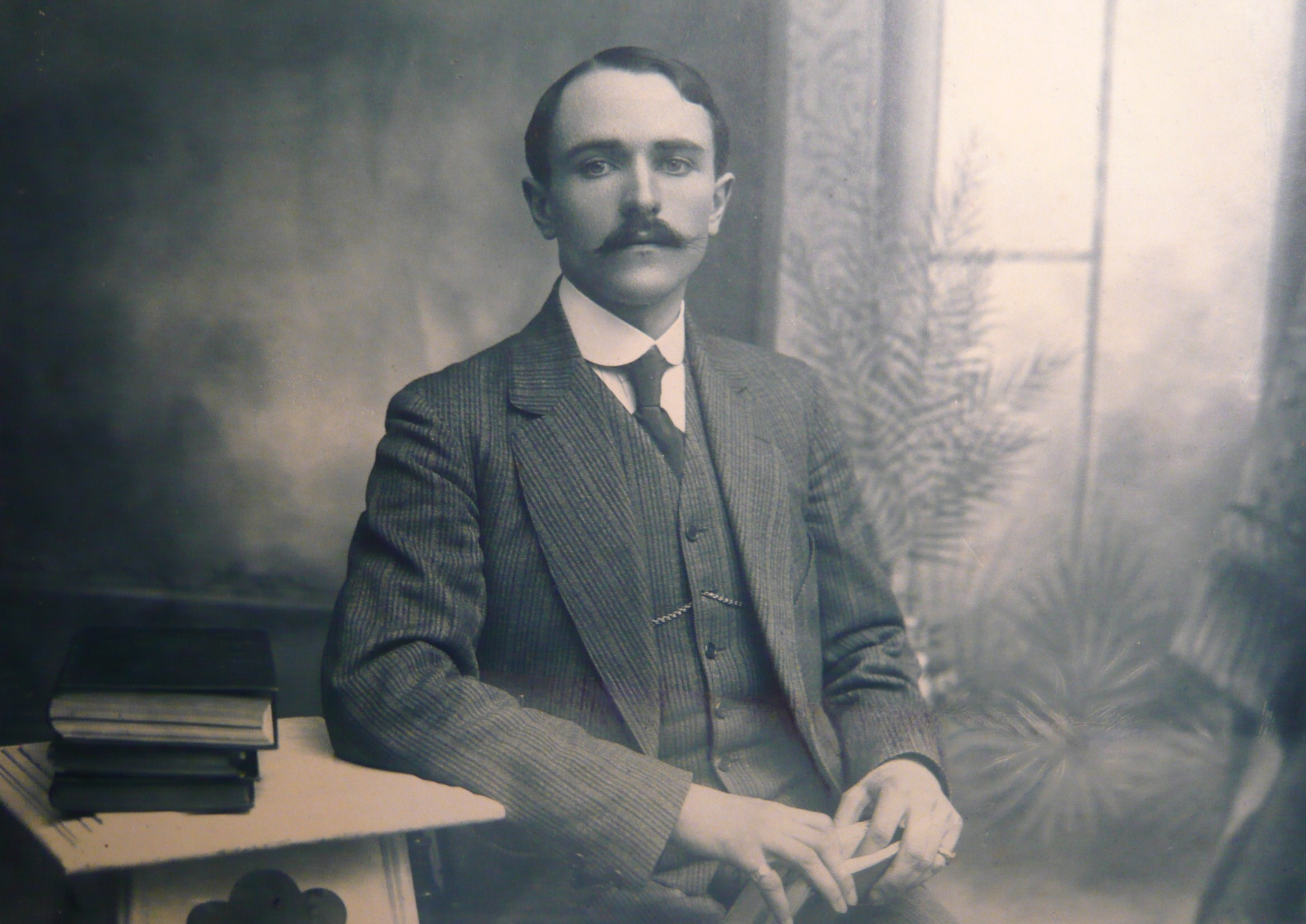
Pierre de Chauveron vers 1902

Licencié en philosophie à 17 ans et primé au Concours général, il prête le serment d'avocat en 1907 et soutient sa thèse de doctorat en droit en 1908. Excellent orateur, il est nommé deuxième  secrétaire de la conférence du barreau de Paris dont le futur bâtonnier Jacques Charpentier est le 1er secrétaire. Le discours sur l'affaire Lafarge qu'il prononce le 10 décembre 1910 à l'ouverture de la Conférence des avocats demeure un modèle du genre : « L'éloquence n'est point un échange intellectuel. C'est par l'intermédiaire des sensibilités que les intelligences communiquent ». 
L'une des tâches des secrétaires de la Conférence est de nommer leurs successeurs. La promotion de Pierre de Chauveron choisit Paul Reynaud, futur président du Conseil, comme nouveau premier secrétaire. C'est dans ces circonstances que les deux jeunes avocats se lièrent d'une amitié qui dura toute leur vie.

### Collaborateur de deux futurs présidents de la République
Pierre de Chauveron, remarqué par Raymond Poincaré, devient son collaborateur et exerce cette fonction jusqu'en 1912 date à laquelle le « patron » est élu président de la République. Pendant la Première Guerre mondiale Maurice Barrès, qui cherchait une « bonne plume », le choisit comme secrétaire. En 1962, à l'occasion du centenaire de la naissance du célèbre académicien, Roger Stéphane lui consacra une émission de télévision à laquelle participèrent notamment François Mauriac, Jean Cocteau, Paul Reynaud, Léopold Sédar Senghor et Pierre de Chauveron qui raconta ce que fut sa collaboration avec Barrès dont il écrivait les articles de presse.
Après la Première Guerre mondiale il devient le collaborateur d'Alexandre Millerand jusqu'à l'élection de celui-ci à la présidence de la République en 1920. On disait au Palais : « Si on veut devenir président de la République il faut prendre Chauveron comme collaborateur ! ».
À la mort de Poincaré en 1934, c'est Pierre de Chauveron qui rédigea son éloge dans La Vie Judiciaire : « Lorsque le Barreau fêtait par un banquet, il y a 25 ans, l'élection de Raymond Poincaré à l'Académie, Louis Barthou recueillit un applaudissement unanime en louant son ami de n'avoir jamais laissé apercevoir son écharpe de parlementaire sous sa robe d'avocat. La question des avocats parlementaires, ah ! ce n'est certes pas Poincaré qui l'a posée, et peut-être faut-il avoir eu l'honneur de collaborer avec lui pour connaître avec quelle rigueur il avait une fois pour toutes délimité ces deux domaines... On doute encore si on doit davantage admirer ou déplorer le scrupule qui lui interdit après son septennat de paraître à la barre et qui fait que les plus jeunes d'entre nous n'ont jamais entendu plaider le plus illustre de leurs confrères ».

### Le Conseil de l'Ordre, la guerre et la Résistance
Membre du Conseil de l’Ordre de 1938 à 1945, il joue sous l'Occupation un rôle important dans le monde judiciaire parisien comme président du Front National des Juristes dont l'objet était de  coordonner dans  la Résistance les actions des avocats et des magistrats. L'une des figures du Front était Joë Nordmann, avocat à la Cour de Paris, entré dans la clandestinité parce que communiste et juif. Les réunions se tenaient au domicile de Pierre de Chauveron comme le rapporte Nordmann dans ses mémoires : « Le FNJ s'était donné un comité directeur, Pierre de Chauveron le présidait. Nous nous sommes réunis plusieurs fois à son domicile […] non loin d'un centre de tortures de la Gestapo […] Il avait une conception hautaine du courage, prenant les risques de la Résistance mais refusant les détours de la prudence » . Robert Aron souligne dans son Histoire de l'Epuration l'influence qu'eut Pierre de Chauveron pour inciter le conseil de l'Ordre des avocats à s'opposer au gouvernement de Vichy lorsque l'indépendance de l'Ordre était menacée.
À la Libération il est choisi avec le bâtonnier Jacques Charpentier et son ami André Viénot (frère du résistant gaulliste Pierre Viénot, ancien ministre du Front populaire) pour défendre devant la Haute Cour de Justice les amiraux ayant participé au sabordage de la flotte à Toulon en 1942.

## Famille
Pierre de Chauveron appartient à une famille chevaleresque (sur preuve de 1383) originaire du Limousin. Après la Révolution, la famille de Chauveron a troqué l'épée contre la robe et constitué depuis 1816 une lignée d’avocats. Les père, grand-père et arrière-grand-père de Pierre de Chauveron et six de ses descendants ont été ou sont avocats (fils, petit-fils, petites-filles et arrière-petites-filles), soit huit générations sans interruption pendant deux siècles.

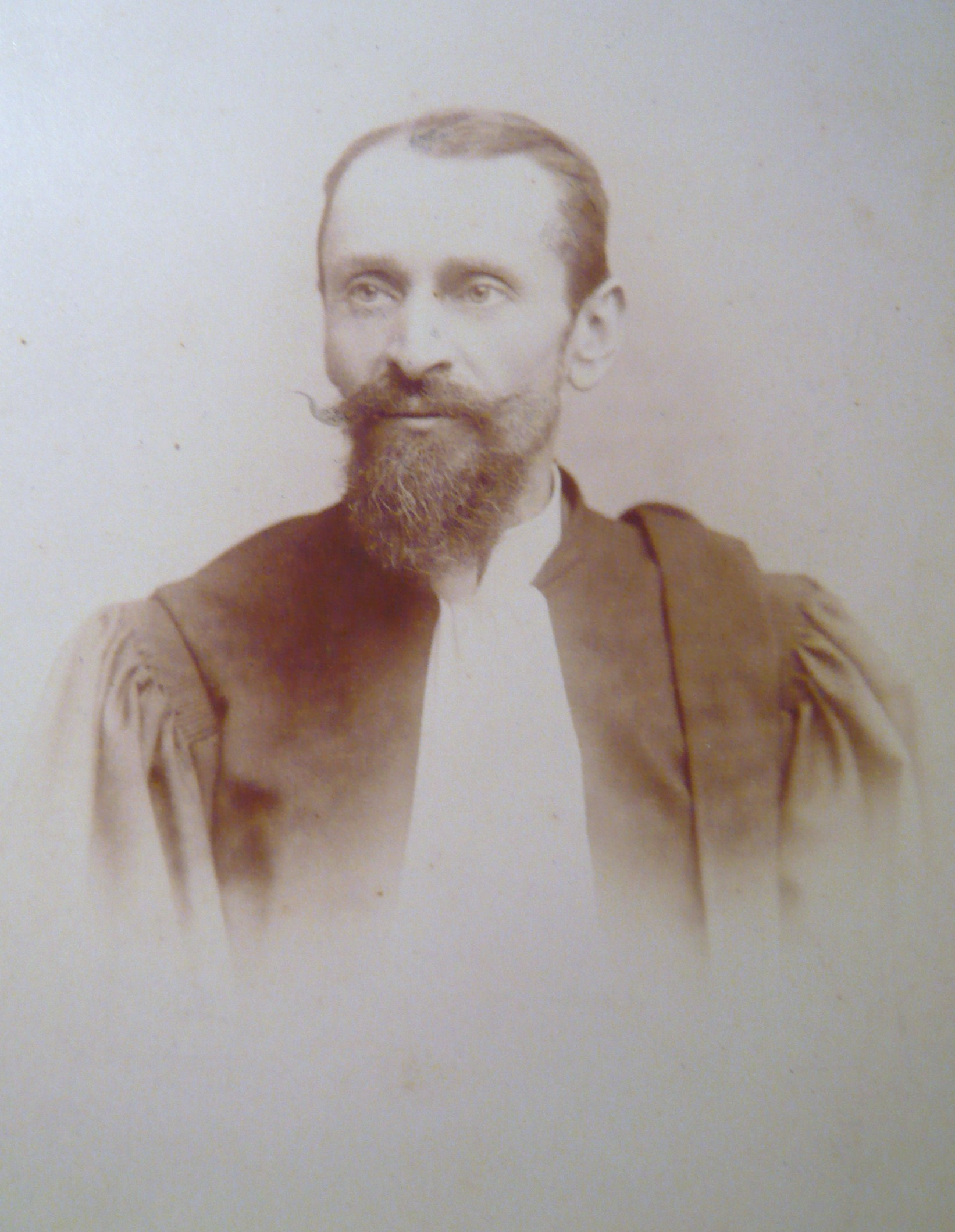
Jean de Chauveron (1856 -1937) vers 1903

Il est le fils de Jean de Chauveron (1856-1937), docteur en droit, avocat au barreau de Paris et chroniqueur judiciaire au journal Le Soir, qui fut un partisan acharné de la révision du procès Dreyfus puis l’avocat des Congrégations, victimes des lois Combes.
Il avait épousé en 1921 Antoinette Guilliet, fille d'un industriel d'Auxerre, qui lui a donné six enfants.

## Distinctions
- Officier de la Légion d'honneur (8 janvier 1947)[10]